# James Gamble

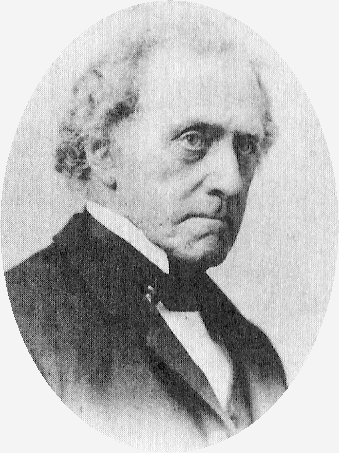
James Gamble

James Gamble (* 3. April 1803 in Enniskillen, Vereinigtes Königreich von Großbritannien und Irland; heute Nordirland, Vereinigtes Königreich; † 29. April 1891 in Cincinnati, Ohio) war ein britischer Seifensieder und Industrieller. Er und sein Schwager William Procter waren die Gründer und Namensgeber von Procter & Gamble.

## Werdegang
James Gamble besuchte die Portora Royal School in Enniskillen, bevor er im Alter von 16 Jahren mit seinen Eltern Irland in Richtung Vereinigte Staaten verließ. Sie segelten von Derry los und erreichten nach 47 Tagen New Brunswick in Kanada. Von dort aus begaben sie sich auf eine weitere strapaziöse Reise per Schiff und Wagen in Richtung Illinois, wo sie beabsichtigten sich niederzulassen. Allerdings erkrankte James auf dem Weg in Cincinnati schwer. Nach seiner Genesung siedelten sie sich dort an. James besuchte das Kenyon College, wo er 1824 seinen Abschluss machte. Im Anschluss begann er eine Lehre als Seifensieder. Er gründete 1828 seine eigne Seifenmanufaktur. In den frühen 1830er Jahren heiratete er Elizabeth Ann Norris (1822–1888), Tochter von Alexander Norris. Seine Schwägerin Olivia Norris war mit William Procter, einem Kerzenzieher verheiratet. Ihr Schwiegervater schlug ihnen beiden vor, ihre Geschäfte aus Gründen der Kostenersparnis und Synergieeffekten zusammenzulegen. Daraufhin eröffneten die beiden Männer am 12. April 1837 ihr erstes Geschäft an Sixth and Main Streets in Cincinnati. Ihr Geschäft wuchs bedingt durch die Nähe zum Ohio River und der Tatsache, dass Cincinnati ein Bahnknotenpunkt war, rasch.
Ab 1851 führte Procter & Gamble eine frühe Version der „Mann im Mond“-Marke ein, die auf den Schachteln ihrer sternmarkierten Kerzen zum ersten Mal aufgebracht war. Dieser Schritt erfolgte aus der Notwendigkeit einer Identifizierbarkeit, da zu jener Zeit viele der Kunden Analphabeten waren. Der jährliche Umsatz wuchs kontinuierlich weiter und übertraf 1859 zum ersten Mal die Eine-Million-Dollar-Grenze. Kurz vor dem Bürgerkrieg waren Procter und Gamble darüber besorgt, dass ihr Nachschub an einer bestimmten Art von Kiefernharz aus dem Süden unterbrochen werden könnte, welches ein Hauptbestandteil in einigen ihrer Produkte war. Daraufhin schickten beide Partner ihre Söhne, William Alexander Procter und James Norris Gamble, nach Louisiana, damit sie dort eine riesige Menge von diesem Kiefernharz erwerben sollten. Dieser kluge Schachzug erlaubte es Procter & Gamble während des Bürgerkrieges eine dominierende Stellung auf dem Markt einzunehmen und einen lukrativen Vertrag über die Versorgung der Unionsarmee mit zahlreichen Produkten abzuschließen.
James Gamble verstarb am 29. April 1891 in Cincinnati und wurde dann auf dem Spring Grove Cemetery beigesetzt. Sein Sohn James war Chemiker und CEO bei Procter & Gamble. Er war der Erfinder der elfenbeinfarbenen Seife, die zu einem Verkaufsschlager wurde.

## Kinder
James Gamble und Elizabeth Ann Norris hatten zehn gemeinsame Kinder. Darunter waren:
- James Norris Gamble (* 9. August 1836; † 2. Juli 1932)
- Olivia Gamble (* 18. September 1841; † 31. Juli 1850)
- Alex William Gamble (* 6. Dezember 1843; † 23. August 1844)
- William Alex Gamble (* 1. September 1845; † 2. Mai 1897)
- Charles E. Gamble (* 1. Mai 1850; † 27. Dezember 1863)
- Edwin Percy Gamble (* 18. Dember 1852; † 23. April 1939)
- Lillian Frances Gamble (* 16. August 1855; † 2. Mai 1907)